# Nestor Paiva
Nestor Paiva (* 30. Juni 1905 in Fresno, Kalifornien; † 9. September 1966 in Hollywood, Kalifornien) war ein US-amerikanischer Schauspieler.

## Leben
Paiva trat von den 1930er bis zu den 1960er Jahren in über 250 Filmen und Fernsehserien auf, zum Beispiel in The Beverly Hillbillies, Mini-Max und Addams Family. Eine seiner bekanntesten Rollen war die des Kapitän Lucas im Horrorfilm Der Schrecken vom Amazonas, die er auch in der Fortsetzung Die Rache des Ungeheuers übernahm. Bekannt wurde er auch durch die Rolle des Gastwirtes in Walt Disneys Fernsehserie Zorro, die er zwischen 1957 und 1961 in insgesamt 14 Folgen verkörperte.
Paiva heiratete eine Peruanerin und hatte mit ihr zwei Kinder, Joseph und Caetana, die zusammen mit ihrem Vater im Film Um jeden Preis (1956) spielten. Joseph wurde später Sänger in Peru. Paiva starb 1966 im Alter von 61 Jahren in Kalifornien an Krebs.

## Filmografie (Auswahl)
- 1939: Drei Fremdenlegionäre (Beau Geste)
- 1939: Union Pacific
- 1940: Die scharlachroten Reiter (North West Mounted Police)
- 1941: Das goldene Tor (Hold Back the Dawn)
- 1941: Der Tote lebt (Johnny Eager)
- 1942: Pittsburgh
- 1942: Der Weg nach Marokko (Road to Morocco)
- 1943: Tarzan, Bezwinger der Wüste (Tarzan’s Desert Mystery)
- 1943: Laurel und Hardy: Die Tanzmeister (The Dancing Masters)
- 1943: Liebeslied der Wüste (The Desert Song)
- 1944: Kismet
- 1945: A Medal for Benny
- 1946: Der Weg nach Utopia (Road to Utopia)
- 1946: Land der Banditen (Badman’s Territory)
- 1946: Humoreske (Humoresque)
- 1946: Der Todesreifen (Suspense)
- 1947: Der Rächer von Monterey (Robin Hood of Monterey)
- 1947: Sein Engel mit den zwei Pistolen (The Paleface)
- 1947: Der Weg nach Rio (Road to Rio)
- 1947: Die Farm der Gehetzten (Ramrod)
- 1947: Karneval in Costa Rica (Carnival in Costa Rica)
- 1948: Johanna von Orleans (Joan of Arc)
- 1948: Abenteuer auf Sizilien (Adventures of Casanova)
- 1949: Panik um King Kong (Mighty Joe Young)
- 1949: Die sündige Stadt (The Inspector General)
- 1949: Blutige Diamanten (Rope of Sand)
- 1949: Der Agent aus der Hölle (Alias Nick Beal)
- 1950: Der Mann ihrer Träume (Young Man with a Horn)
- 1950: I Was a Shoplifter
- 1950: Der Wüstenfalke (The Desert Hawk)
- 1951: Der Fall Cicero (Five Fingers)
- 1951: Doppeltes Dynamit (Double Dynamite)
- 1951: Spione, Liebe und die Feuerwehr (My Favorite Spy)
- 1951: Spielschulden (The Lady Pays Off)
- 1952: Ein Fremder ruft an (Phone Call from a Stranger)
- 1952: Mara Maru (Mara Maru)
- 1953: Madame macht Geschichte(n) (Call Me Madam)
- 1953: Gefangen in der Kasbah (Prisoner of the Casbah)
- 1953: Der Richter bin ich (I, the Jury)
- 1954: Der Schrecken vom Amazonas (Creature from the Black Lagoon)
- 1954: Der graue Reiter (The Desperado)
- 1954: Die Nacht der Rache (Four Guns to the Border)
- 1955: Tarantula
- 1955: Was der Himmel erlaubt (All That Heaven Allows)
- 1955: Die Rache des Ungeheuers (Revenge of the Creature)
- 1956: Um jeden Preis (Comanche)
- 1957: Das Fort der mutigen Frauen (The Guns of Fort Petticoat)
- 1957: Die Girls (Les Girls)
- 1958: Asphaltgeier (The Case Against Brooklyn)
- 1958: Immer Ärger mit den Frauen (The Lady takes a Flyer)
- 1959: Gefahr in Havanna (Pier 5, Havana)
- 1959: Die neun Leben des Sheriff Baca (The Nine Lives of Elfego Baca)
- 1959: Razzia auf Callgirls (Vice Raid)
- 1960: Zwischen den Fronten (Frontier Uprising)
- 1960: Can-Can
- 1962: Das zerrissene Lasso (The Wild Westerners)
- 1962: Kalifornische Rache (California)
- 1962: Die vier apokalyptischen Reiter (The 4 Horsemen of the Apocalypse)
- 1966: Jesse James Meets Frankenstein’s Daughter